# Autoserica kigonserana
Autoserica kigonserana är en skalbaggsart som beskrevs av Moser 1920. Autoserica kigonserana ingår i släktet Autoserica och familjen Melolonthidae. Inga underarter finns listade.